# Kamatylista
A Kamatylista (eredeti cím: The To Do List) 2013-as amerikai romantikus filmvígjáték, amelynek forgatókönyvírója és elsőfilmes rendezője Maggie Carey. A főbb szerepekben Aubrey Plaza, Johnny Simmons és Bill Hader látható.
Az Amerikai Egyesült Államokban 2013. július 26-án mutatta be a CBS Films.

## Cselekmény
Brandy Klark tehetséges, de társas helyzetekben esetlen végzős gimnazista lány. Szexuális tapasztalatlansága miatt nyomást érez magán: emiatt összeállít egy listát azokról a dolgokról, amelyeket nem élt át a középiskolás évei alatt és mindenképpen ki kell pipálnia, mielőtt ősszel az egyetemre menne.

## Szereplők
- Aubrey Plaza – Brandy Klark
- Johnny Simmons – Cameron Mitchell
- Bill Hader – Willy McLean
- Scott Porter – Rusty Waters
- Alia Shawkat – Fiona Forster
- Sarah Steele – Wendy Summers
- Rachel Bilson – Amber Klark
- Christopher Mintz-Plasse – Duffy
- Andy Samberg – Van King
- Connie Britton – Jean Klark
- Clark Gregg – George Klark bíró
- Donald Glover – Derrick Murphy
- Adam Pally – Chip
- Jack McBrayer – Oakcrest Pool menedzser
- Nolan Gould – Max
- Bryce Clyde Jenkins – Benji
- Kevin M. Brennan – gitáros Van zenekarában
- Zachary Ross – dobos Van zenekarában
- Scott Davidson – basszusgitáros Van zenekarában
- Brian Huskey – igazgató
- D.C. Pierson – Hillcrest életmentője
- Dominic Dierkas – Hillcrest életmentője
- Liz Cackowski – aerobikoktató
- Skyler Vallo – Dögös lány a partin
- Chrystal Harris – sztriptíztáncosnő
- Lauren Lapkus – gúnyolódó lány

## A film készítése
A forgatókönyv eredeti címe The Handjob („A kézimunka”) volt. A filmet a stúdiók visszautasították, de a 2010-es év legnépszerűbb, le nem gyártott forgatókönyveinek "feketelistájára" került. Az Austin Filmfesztiválon a forgatókönyv közvetlen felolvasása után a CBS Films elvállalta a projektet.

## Fogadtatás

### Bevételi adatok
A bemutató első hétvégéjén 1 579 402 dolláros bevétellel a 15. helyen nyitott az észak-amerikai mozikban. Ez az előzetesen becsült összeg alatt maradt; a Los Angeles Times 2-3 millió dolláros nyitóhétvégét jósolt, a CBS Films pedig 2 millió dollárra számított.

## Fordítás
- Ez a szócikk részben vagy egészben  a   The To Do List című angol Wikipédia-szócikk ezen változatának fordításán alapul.  Az eredeti cikk szerkesztőit annak laptörténete sorolja fel. Ez a jelzés csupán a megfogalmazás eredetét és a szerzői jogokat jelzi, nem szolgál a cikkben szereplő információk forrásmegjelöléseként.